# Syrská hymna
Hymna Sýrie je píseň Ħumāt ad-Diyār (česky Ochránci vlasti). Hymna vznikla v roce 1936. Text napsal Chalíl Mardam Bej a hudbu složil Mohammed Flajfel, taktéž skladatel palestinské hymny. Hymna byla slavnostně přijata 2 roky po vyhlášení nezávislosti Sýrie v roce 1938.

## Oficiální text
| Text arabsky | Přepis |
| --- | --- |
| حُـماةَ الـدِّيارِ عليكمْ سـلامْ ّأبَتْ أنْ تـذِلَّ النفـوسُ الكرامّ عـرينُ العروبةِ بيتٌ حَـرام وعرشُ الشّموسِ حِمَىً لا يُضَامْ ربوعُ الشّـآمِ بـروجُ العَـلا تُحاكي السّـماءَ بعـالي السَّـنا فأرضٌ زهتْ بالشّموسِ الوِضَا سَـماءٌ لَعَمـرُكَ أو كالسَّـما رفيـفُ الأماني وخَفـقُ الفؤادْ عـلى عَـلَمٍ ضَمَّ شَـمْلَ البلادْ أما فيهِ منْ كُـلِّ عـينٍ سَـوادْ ومِـن دمِ كـلِّ شَـهيدٍ مِـدادْ؟ نفـوسٌ أبـاةٌ ومـاضٍ مجيـدْ وروحُ الأضاحي رقيبٌ عَـتيدْ فمِـنّا الوليـدُ و مِـنّا الرّشـيدْ فلـمْ لا نَسُـودُ ولِمْ لا نشـيد؟ | Ħumāt ad-diyāri alaykum salām Abat an taðilla n-nufūsu l-kirām Arīnu l-urūbati baytun ħarām Wa-arshu sh-shumūsi himan lā yudām Rubū'u sh-sha'āmi burūju l-'ala Tuhāki s-samā'a bi-āli s-sana Fa-ardun zahat bi-sh-shumūsi l-wida Samā'un la-'amruka aw ka-s-sama Rafīfu l-'amāni wa-ḣafqu l-fu'ād ‘Alā ‘alamin damma shamla l-bilād Amā fī-hi min kulli ‘aynin sawād Wa min dami kulli shahīden midād? Nufūsun ubātun wa mādin majīd Wa-rūhu l-aḋāhi rāqībun atīd Fa-min-na l-Walīdu wa-min-na r-Rashīd Fa-lim lā nasūdu wa-lim lā nashīd? |